# Gottfried Huppertz
Gottfried Huppertz (11 de marzo de 1887-7 de febrero de 1937) fue un compositor alemán conocido sobre todo por sus partituras para el cine mudo expresionista alemán, como la epopeya de ciencia ficción Metrópolis (1927). Colaboró con el director Fritz Lang en múltiples ocasiones.

## Vida
Huppertz estudió en el Conservatorio de Música de Colonia y trabajó durante la Primera Guerra Mundial en Coburgo, donde debutó en 1910 como cantante y actor. En 1920 se trasladó a Berlín como cantante de ópera en el teatro Nollendorfplatz.
Su primera composición, "Rankende Rosen", se la dedicó al actor Rudolf Klein-Rogge, que a principios de los años veinte le presentó al director Fritz Lang y a Thea von Harbou (que más tarde se casó con Lang, pero que en aquel momento seguía casada con Klein-Rogge). En la película Dr. Mabuse, der Spieler (1922), Huppertz trabajó como extra en el papel de gerente de un hotel.

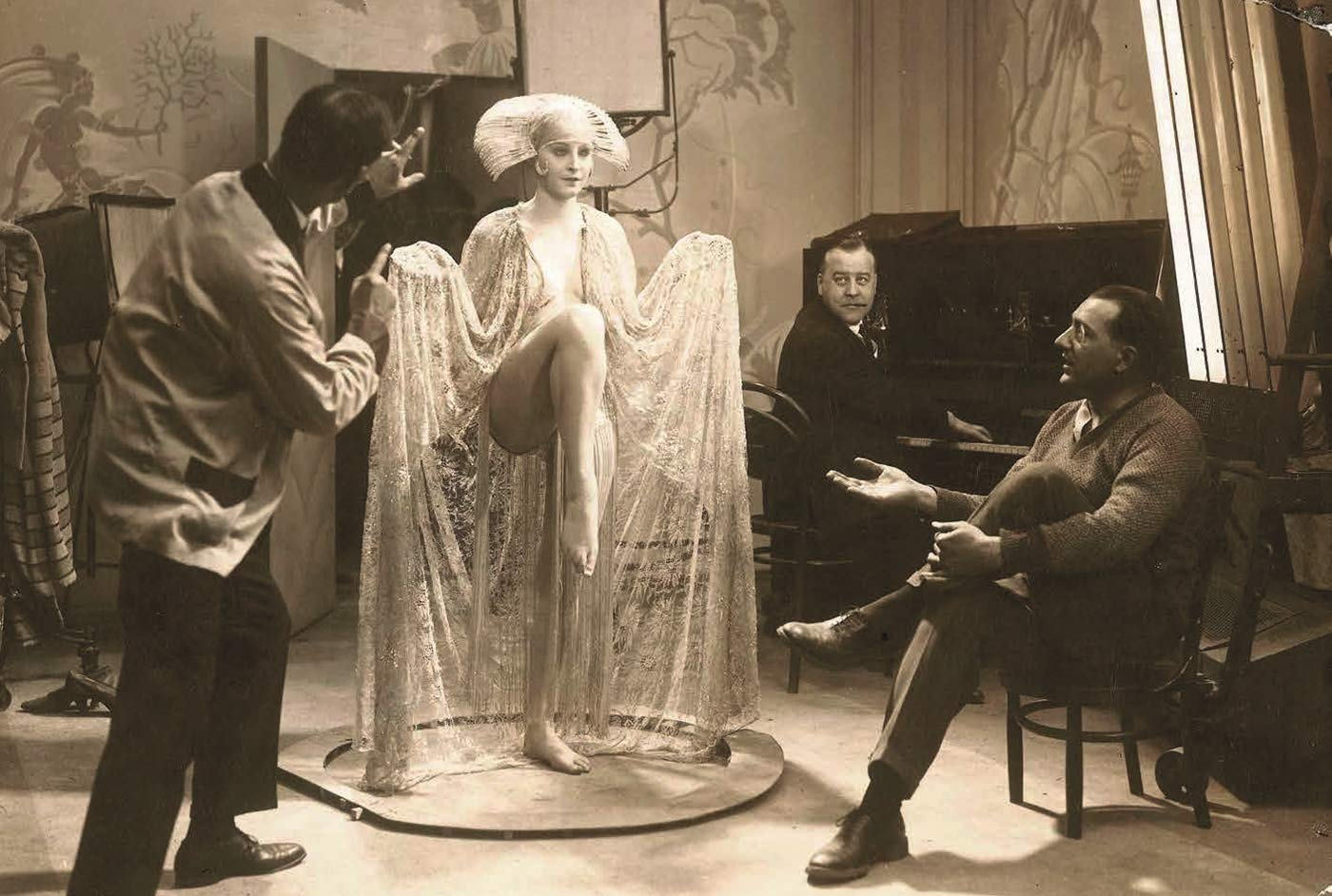
Brigitte Helm en ensayo de Metrópolis, con Fritz lang (1926)

Huppertz compuso su primera partitura para la película de Lang Die Nibelungen (1924). Mientras trabajaba en su partitura de 1925 para la película Crónicas de la casa gris, Huppertz comenzó a trabajar en la partitura de otra película para Lang, Metrópolis (1927). Ésta se convirtió en su partitura más conocida.
Además de componer, Huppertz también escribió canciones. Sólo se ha grabado parte de su música. El tema musical de la primera película sonora de Karl May, Across the Desert (1936), está incluido en la colección Karl May Film Music Collection Box Wild West, Hot Orient.

## Filmografía
- Cuatro alrededor de una mujer (1921)
- Los Nibelungos: Sigfrido (1924)
- Los Nibelungos: Kriemhilds Rache (1924)
- Crónicas de la Casa Gris (1925)
- Metrópolis (1927)
- El Judas del Tirol (1933)
- Elisabeth y el tonto (1934)
- Hanneles Himmelfahrt (1934)
- El dominó verde (1935)
- Al otro lado del desierto (1936)

## Fonogramas
- 1924 - Disco Shellac de la ópera "Love People", vocalista de Huppertz en las páginas 1 y 2, Registro VOX n.º 04023
- 1927 - "A la película Metrópolis", en la página 2 - secciones de la partitura de Huppertz, registros VOX, nº 08386 y 08387
- 2011 - CD "Metropolis", Banda Sonora Original de la Película, Cultura radiofónica de Alemania, Capriccio digital C5066
- 2015 - Juego de 4 CD de 'Die Nibelungen' (incluidos 'Siegfried' y 'Kriemhilds Rache), HR-Sinfonieorchester, Frank Strobel, PAN Classics 10345
- 2016 - Juego de 2 CD de 'Zur Chronik von Grieshuus', Sinfónica de la Radio de Frankfurt, Frank Strobel, PAN Classics 10355